# Coleophora macrura
Coleophora macrura é uma espécie de mariposa do gênero Coleophora pertencente à família Coleophoridae.